# Arvydas Sabonis
Arvydas Sabonis () (né le 19 décembre 1964 à Kaunas RSS de Lituanie) est un joueur de basket-ball lituanien évoluant au poste de pivot. Il est considéré comme l'un des meilleurs basketteurs européens de l'histoire. Il est ainsi désigné parmi les cinquante meilleurs contributeurs de l'Euroligue, sa carrière étant aussi honorée par des élections au sein FIBA Hall of Fame en 2010, puis du Basketball Hall of Fame en 2011.
Avec l'équipe d'URSS, il remporte un titre olympique, un titre de champion du monde et un titre de champion d'Europe et trois autres médailles dans des compétitions internationales. Jouant ensuite avec la Lituanie, il remporte deux médailles de bronze aux jeux olympiques et une médaille d'argent en championnat d'Europe.
Il remporte également de nombreux trophées en club, le plus important étant la victoire en Euroligue avec le Real Madrid en 1995.

## Biographie

### Carrière en URSS
Né à Kaunas, Sabonis évolue avec le club local du Žalgiris Kaunas. Celui-ci, qui représente pour les Lituaniens l'un des plus grands symboles de résistance face au monde soviétique, parvient à le faire rejoindre l'institut d'agriculture de Kaunas afin d'échapper à la possibilité que possède le CSKA Moscou, club de l'Armée rouge, de recruter les jeunes joueurs du pays.
En 1982, il participe au championnat du monde disputé en Colombie. Il évolue au sein de l'équipe soviétique avec un autre joueur de 2,20 mètres, Vladimir Tkachenko, les deux joueurs rivalisant en championnat d'URSS au sein des deux clubs rivaux, le Žalgiris Kaunas pour Sabonis et le CSKA Moscou pour Tkachenko. Sur les neuf rencontres disputées par l'équipe soviétique il joue cinq matchs, inscrivant 28 points lors de la rencontre contre le pays hôte. Il joue peu dans la rencontre du tour final opposant son équipe aux États-Unis, inscrivant 4 points, mais ne dispute pas la finale remportée par l'URSS sur le score de 95 à 94, toujours face à ces mêmes Américains.
Aleksandr Gomelski, l'entraîneur de l'équipe d'URSS, conduit son équipe dans une tournée aux États-Unis. L'URSS rencontre des équipes qui figurent parmi les meilleures du pays. Sabonis se fait remarquer par de nombreux entraîneurs américains, Bob Knight le considérant comme « le meilleur joueur non-américain que j'ai jamais vu » et Dale Brown, entraîneur des Tigers de LSU, essayant de le recruter. En juin 1983, l'URSS dispute le championnat d'Europe. Invaincue lors du premier tour, elle s'incline en demi-finale d'un point face à l'Espagne puis termine à la troisième place. Sabonis, meilleur marqueur de son équipe avec 17,7 points, marque 24 puis 28 points lors des deux dernières rencontres. Il dispute une deuxième compétition internationale durant l'été avec le championnat du monde juniors, compétition où l'URSS, malgré 29 points de Sabonis, s'incline en finale face aux Américains sur le score de 82 à 78. Sur la compétition, la moyenne de points de Sabonis est de 18,5 points.
Le boycott de l'URSS lors des Jeux olympiques de 1984 à Los Angeles prive Sabonis d'une première participation aux jeux olympiques.

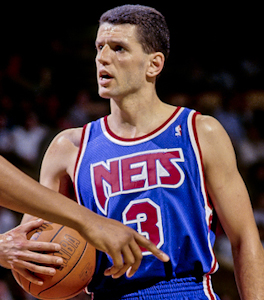
Dražen Petrović, ici sous le maillot des Nets, est le principal rival de Sabonis en Europe.

En 1985, Sabonis permet au Zalgiris Kaunas de mettre un terme à une série de neuf titres consécutifs du CSKA au championnat d'URSS. Cette même saison, le club soviétique dispute la finale de la coupe des Coupes face au FC Barcelone à Grenoble. Le club espagnol remporte le premier titre européen de son histoire grâce à une victoire 77 à 73. Lors de la draft de la NBA, National Basketball Association, le club des Hawks d'Atlanta prend le risque mais ce choix est finalement annulé, Sabonis ayant été choisi avant ses vingt-et-un ans, ce qui est contraire aux règles alors en rigueur. Lors de cette année 1985, Sabonis dispute avec sa sélection le championnat d'Europe. Malgré une défaite au première tour face à l'Espagne, l'URSS remporte le titre après trois victoires dans la phase finale face à la Bulgarie, l'Italie puis la Tchécoslovaquie en finale, rencontre remportée sur le score de 120 à 88. Sabonis, avec 20 points de moyenne, meilleur marqueur de son équipe et cinquième du tournoi, réalise deux performances à plus de trente points, 34 face à la Yougoslavie où Dražen Petrović inscrit 30 points, et 33 face à l'Italie en demi-finale, et inscrit 23 points en finale. Désigné meilleur joueur, ou MVP, de la compétition, il figure dans le premier cinq composé également de Dražen Petrović, Valdis Valters, Detlef Schrempf et Fernando Martín.
Grâce au titre de champion d'URSS en 1985, Zalgiris dispute la coupe des clubs champions lors de la saison 1985-1986. Kaunas se qualifie pour le tour final. Celui-ci, disputé par six équipes sous la forme d'un round robin, détermine les deux finalistes de la compétition. Cette finale oppose le Cibona Zagreb, tenant du titre et le Zalgiris. Elle voit s'affronter également les deux meilleurs joueurs européens, Sabonis et Dražen Petrović. Sabonis, qui compte alors 27 points, 12 rebonds, 3 contres et 3 passes décisives, court vers Mihovil Nakić, auteur d'une faute sur un autre joueur de Kaunas, et le pousse, le faisant tomber. Sabonis est alors expulsé de la partie,. Le Cibona remporte son deuxième titre européen sur le score de 94 à 82. Kaunas remporte un nouveau succès en URSS en remportant le championnat. Kaunas remporte la Coupe intercontinentale William Jones en battant tout d'abord en demi-finale le Cibona puis en finale le club argentin de Ferro Carril Oeste.
Petrović et Sabonis sont de nouveau opposés lors du championnat du monde qui se déroule en Espagne. URSS et Yougoslavie sont opposées en demi-finale, rencontre finalement remportée après prolongation par l'URSS sur le score de 91 à 90, avec Petrović auteur de 29 points contre 25 pour Sabonis. Opposés aux Américains, les Soviétiques s'inclinent de deux points, 87 à 85, avec 16 points de Sabonis, contre 20 de David Robinson. Petrović, Robinson, et Sabonis font tous les trois partie du meilleur cinq du tournoi, cinq qui est complété par Oscar Schmidt et Valeri Tikhonenko.

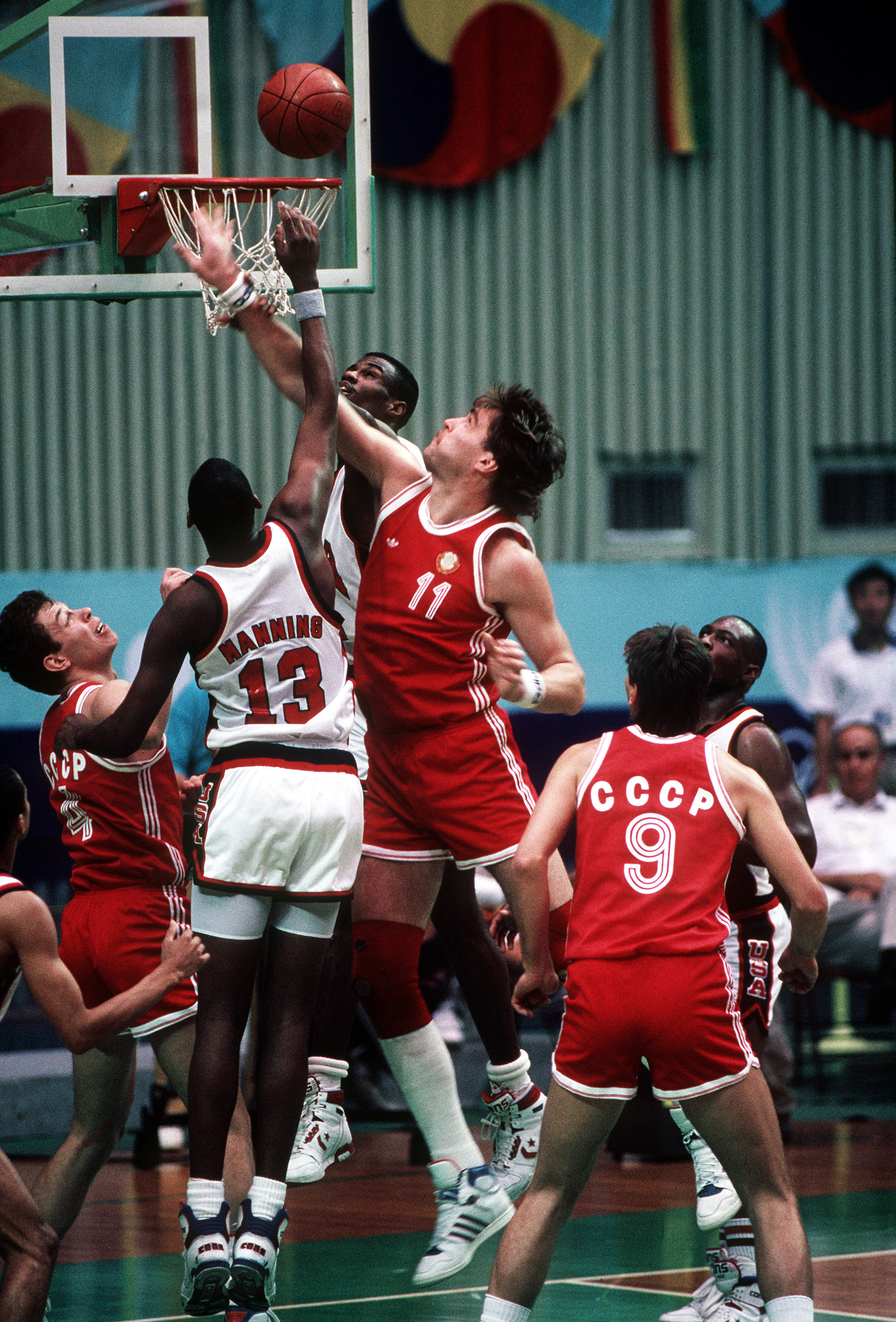
Sabonis luttant avec Danny Manning et David Robinson lors des jeux de 1988

En 1987, il remporte son troisième titre consécutif de champion d'URSS. En Europe, Kaunas dispute de nouveau la coupe des clubs champions, et parvient à se qualifier pour le tour final ; mais, avec un bilan de trois victoires et sept défaites, le club échoue à atteindre la finale. En fin de saison, Sabonis se rompt le tendon d'Achille du pied droit avec son club de Kaunas, puis une deuxième fois, alors que son tendon est en cours de reconstruction, dans un accident dans des escaliers. Les autorités soviétiques autorisent Sabonis à se rendre à Portland où les médecins des Trail Blazers s'occupent du traitement de sa blessure. Malgré le conseil des médecins américains qui lui conseillent de ne pas participer aux jeux olympiques, l'agence Tass annonce en août que Sabonis sera bien présent au sein de l'équipe soviétique. Pour son premier match de la compétition, où il inscrit 11 points et capte 4 rebonds, il est confronté à la Yougoslavie, cette dernière l'emportant 92 à 79. Lors de son deuxième match, face à l'Australie, il inscrit 17 points et capte 20 rebonds. Après avoir éliminé le Brésil en quart de finale, 12 points, 9 rebonds et 2 passes de Sabonis, l'URSS retrouve les États-Unis dont David Robinson est de nouveau le joueur majeur. Les deux pivots réalisent tous les deux un double-double, 19 points et 12 rebonds pour l'Américain et 13 points et 13 rebonds pour Sabonis. L'URSS l'emporte sur le score de 82 à 76. Aleksandr Gomelski remercie alors l'Amérique d'avoir soigné son meilleur joueur, et d'avoir permis à son équipe de se confronter au jeu américain, via des tournées ou lors du premier Open McDonald's. Sabonis et l'URSS retrouvent en finale la Yougoslavie. Sabonis inscrit 20 points, capte 15 rebonds et réalise 3 contres, pour 24 points, 3 rebonds, 4 passes de Petrović. L'URSS l'emporte 76 à 63.
Avec son club de Žalgiris, il dispute la coupe des coupes, compétition où le club atteint les demi-finales, battu par le club italien de Caserte où évolue Oscar Schmidt. Après un tour où l'URSS termine invaincue lors du championnat d'Europe 1989, celle-ci est opposée à la Grèce en demi-finale, équipe qui possède dans ses rangs un énorme scoreur, Níkos Gális. Celui-ci inscrit 45 points lors de cette rencontre, Sabonis terminant pour sa part avec 19 points. La rencontre est finalement remportée par les Grecs sur le score de 81 à 80. Face à l'Italie lors du match pour la troisième place, l'URSS s'impose 104 à 76 avec 13 points de Sabonis.

### Carrière en Espagne
En 1989, il signe un contrat de un an avec le club espagnol de Forum Valladolid, club qu'il rejoint en compagnie de son coéquipier Valdemaras Chomičius. Son contrat est annoncé à 800 000 dollars à 1 ou 2 millions de dollars selon les sources. Le club, qui vient de terminer la saison précédente à la dix-septième place, termine cette saison à la sixième place, s'inclinant ensuite en deux manches face à la Joventut Badalona en quarts de finale des playoffs. Pour sa première saison en Espagne, Sabonis présente des statistiques de 23,3 points, 13,5 rebonds, 1,9 passe et 3,6 contres. Il termine meilleur rebondeur et contreur de la Liga ACB.
La saison suivante, Valladolid termine quatrième de son groupe lors de la phase régulière. En huitième de finale, Valladolid élimine le Club Basket-ball Maristas de Málaga mais s'incline lors du tour suivant face au FC Barcelone sur le score de 2 à 1, série où Sabonis présente des statistiques de 30 points et 14 rebonds, 35 points, 16 rebonds et 28 points et 8 rebonds.
Sabonis effectue une troisième saison avec le club de Valladolid. Celui-ci dispute une compétition européenne, la coupe Korać, compétition où Valladolid atteint les demi-finales. Le club espagnol s'incline en deux manches face au club italien de Pallacanestro Virtus Rome. Sabonis termine au premier rang des rebondeurs, 15,6 prises, et rebondeurs défensifs, 12,3, quatrième marqueur avec 24,6 points, dix-neuvième des passeurs avec 2,4 mais également deuxième pour la statistique des pertes de balles avec 3,0 par match. Il est le joueur qui réalise le plus de double-doubles avec 12. Huitième de la saison régulière, Valladolid élimine Pamesa Valencia en huitième de finale puis termine sa saison lors du tour suivant après une défaite 2 à 0 face à Badalone. Sabonis inscrit 16 points et capte 19 rebonds lors du premier match de cette série, puis 24 points et 12 rebonds le match suivant.
Lors de cette année 1992, Sabonis dispute les Jeux olympiques d'été de Barcelone sous les couleurs de la Lituanie, celle-ci ayant obtenue sa qualification lors d'un tournoi pré-olympique disputé en 1992 en Espagne,. Lors du premier tour, la Lituanie s'incline face à l'Équipe unifiée sur le score de 92 à 80, contre laquelle Sabonis enregistre 21 points, 16 rebonds, 2 passes, 3 interceptions et 2 contres. La Lituanie obtient sa qualification pour les demi-finales en s'imposant 114 à 96 face au Brésil, match où Sabonis inscrit 32 points, avec 12 sur 17 aux tirs, et 13 rebonds. Opposée à la Dream Team, la Lituanie s'incline 127 à 76 avec 11 points, 8 rebonds en 23 minutes de Sabonis. Les Lituaniens retrouvent l'Équipe unifiée lors de la rencontre pour la troisième place. La Lituanie, dont quatre des membres faisaient partie de l'équipe d'URSS qui avait battu les États-Unis en 1988, Sabonis, Šarūnas Marčiulionis, Rimas Kurtinaitis et Valdemaras Chomičius, s'impose sur le score de 82 à 78 avec 27 points, 16 rebonds, 2 passes, 2 interceptions et 2 contres de Sabonis en 33 minutes, Marčiulionis marquant 29 points et captant 8 rebonds. Sabonis et la Lituanie remporte le match face à l'équipe qui représente l'Union soviétique, état qui pendant très longtemps a asservi l'état balte, match où tous déclarent : « Nous ne pouvons pas perdre. Il n'y a pas de possibilité que nous puissions perdre. »,.
Après trois saisons à Valladolid, il signe un contrat de trois ans avec le Real Madrid, contrat de 1,3 million de dollars par saison. Avec son nouveau club, Sabonis retrouve la compétition la plus prestigieuse en Europe, la Ligue des champions d'Europe, nouveau nom de la coupe des Clubs champions. Le Real, premier de son groupe lors de la phase régulière, parvient à se qualifier pour le Final Four qui se dispute à Athènes en battant la Kinder Bologne en deux manches. Bien que grand favori de sa demi-finale face au CSP Limoges, le Real s'incline sur le score de 62 à 52, rencontre où Sabonis inscrit 19 points et capte 10 rebonds. Lors du match pour la troisième place, il inscrit 14 points et capte 18 rebonds mais cela s'avère insuffisant pour battre le PAOK Salonique qui s'impose sur le score de 76 à 70. Avec une moyenne de 12,0 rebonds sur la compétition, il termine premier de cette catégorie statistique, terminant également au premier rang pour les rebonds défensifs avec 9,5 prises par match. Il termine deuxième au nombre de double-doubles réussis avec 12. Sa moyenne de 16,5 points par match le place au dix-neuvième rang. En Espagne, Sabonis termine meilleur contreur : il réalise 59 contres soit une moyenne de 1,96 par rencontre. Le Real, premier de la phase régulière, s'impose deux à zéro face à Girone puis León avant de remporter la demi-finale des playoffs face à l'Estudiantes Madrid sur le score de trois à deux. En finale, Madrid bat la Joventut sur le score de trois à deux. Lors de cette finale, Sabonis termine à deux reprises avec une évaluation supérieure à 30, 36 lors du deuxième match pour 23 points, 7 sur 11 aux tirs, et 17 rebonds, et 34 lors du cinquième et dernier match de la série, avec 22 points, 10 rebonds, 3 passes, 2 interceptions et 1 contre. Sabonis est désigné meilleur joueur, MVP, de la finale.
C'est un club espagnol qui prive le Real Madrid de Final Four lors de la Ligue des champions d'Europe 1994 : le club de la Joventut, futur vainqueur de la compétition, s'impose 88 à 69 puis 71 à 67 en quart de finale. Sabonis termine deuxième rebondeur avec 11,9 prises derrière Roy Tarpley, treizième marqueur avec 17,4 points, huitième contreur et neuvième passeur. En Liga ACB, Sabonis est désigné meilleur joueur de la saison, saison où il est également le meilleur rebondeur de la ligue avec 303 rebonds, soit 11,2 prises par match. Lors des playoffs, le Real s'impose trois à zéro en finale face au FC Barcelone, 81 à 67 et 79 à 69 à Madrid, et enfin 77 à 64 à Barcelone. Avec respectivement 25, 21, 18 points et 11, 18 et 20 rebonds, 3, 4 et 3 contres, il devient le premier joueur à remporter à deux reprises le titre de MVP des finales, le deuxième étant Juan Carlos Navarro en 2009 puis 2011.
Lors de sa troisième saison sous le maillot du Real, Sabonis est le meilleur marqueur, 21,8 points, rebondeur avec 11,2 prises et intercepteur avec 1,8, de son équipe. Ces statistiques le classent au troisième rang des marqueurs et des rebondeurs, et le treizième pour les interceptions sur l'ensemble de la compétition. Ses autres statistiques sont de 2,6 passes et 3,4 balles perdues, troisième de la compétition. Il est le joueur réalisant le plus de double-doubles. Dirigé par le double vainqueur de la compétition Željko Obradović depuis le début de saison, le Real termine deuxième de son groupe, puis élimine le Cibona Zagreb en quart de finale en deux manches. Opposés à Limoges en demi-finale du Final Four de Saragosse, le Real s'impose 62 à 49 avec 21 points et 9 rebonds de Sabonis. En finale, face à l'Olympiakós, le Real possède dix points d'avance à la mi-temps et s'impose finalement sur le score de 73 à 61. Les statistiques de Sabonis sont de 23 points, 7 rebonds, 1 passe, 2 interceptions, 1 contre et 1 balle perdue. Il est désigné MVP du Final Four. En Espagne, le Real, quatrième de la phase régulière, élimine le BC Andorra en quart de finale mais s'incline en demi-finale face au premier de la saison, le FC Barcelone, qui s'impose sur le score de trois à deux. Sabonis obtient son deuxième titre de MVP de la saison avec un nouveau titre de meilleur rebondeur avec 448 rebonds, 13,2 par partie.
Sabonis retrouve la sélection lituanienne lors du championnat d'Europe 1995 à Athènes. Celle-ci termine deuxième de son groupe lors du premier tour, seulement battue par la Yougoslavie, de nouveau autorisée à participer aux compétitions internationales, après trois ans d'absence. En quart de finale, Sabonis inscrit 33 points et capte 14 rebonds lors de la victoire face à la Russie sur le score de 82 à 71. En battant la Croatie sur le score de 90 à 80 en demi-finale, Sabonis, 26 et 17 rebonds, et ses coéquipiers privent la compétition d'un affrontement qui n'a pas qu'un sens sportif entre la Croatie et la Yougoslavie en finale. Sabonis, auteur de 20 points et 8 rebonds, doit quitter le terrain après sa cinquième faute à cinq minutes de la fin. Cette fin de match est très houleuse, les Lituaniens critiquant un arbitrage qu'ils estiment en faveur des Yougoslaves. Après une nouvelle décision critiquée par les Lituaniens, ceux-ci sont pénalisés d'une faute technique, Sabonis ayant fait un geste obscène envers un arbitre. Après avoir pendant un temps refusé de reprendre la partie, la Lituanie retrouve le parquet mais s'incline finalement sur le score de 96 à 90,. Šarūnas Marčiulionis, qui a inscrit 32 points en finale, est désigné meilleur joueur de la compétition. Avec Sabonis, il fait partie du meilleur cinq dont les trois autres membres sont Toni Kukoč, Vlade Divac et Fánis Christodoúlou. Sabonis termine deuxième marqueur de la compétition avec 21,8 points derrière son compatriote Šarūnas Marčiulionis, et meilleur rebondeur avec 14,5 prises par match. Il présente par ailleurs des statistiques de 1,4 passe et 0,9 interception et termine cinquième contreur.

### Carrière en NBA
En septembre, son arrivée dans la franchise de l'Oregon est enfin officialisée. Il dispute son premier match dans la ligue le 3 novembre 1995 lors d'une défaite contre les Grizzlies de Vancouver, rencontre où il inscrit 10 points, capte 7 rebonds et délivre 3 passes. En février, il participe au Rookie Challenge lors du NBA All-Star Week-end disputé à San Antonio. Dans une rencontre où il ne dispute que 4 minutes, il inscrit 8 points et capte 3 rebonds. Après un seul match disputé dans le cinq majeur, lors de son premier match, il intègre le premier cinq en mars 1996. Portland est alors en passe de manquer les playoffs pour la première fois depuis quatorze ans et connaît alors des problèmes de personnes, notamment entre Rod Strickland et l'entraîneur P.J. Carlesimo. Portland remporte dix-sept des vingt derniers matchs de la saison et obtient sa place pour les playoffs. Durant cette période, il est désigné meilleur joueur de la semaine de NBA en fin mars et meilleur débutant de la ligue pour le mois d'avril. Il termine la saison avec des statistiques de 14,5 points, 8,1 rebonds, 1,8 passe, 0,9 interception et 1,1 contre en 23 minutes 8. Sur les 73 matchs qu'il dispute, il inscrit 10 points ou plus à 58 reprises et capte au moins des rebonds lors de 23 rencontres. Il compte également 19 double-doubles.
Il termine deuxième des votes désignant le rookie de l'année derrière le joueur des Raptors de Toronto Damon Stoudamire. Il figure également dans le cinq des rookie, les autres membres étant Antonio McDyess, Joe Smith, Jerry Stackhouse, Damon Stoudamire et Michael Finley,. Il termine également deuxième des votes désignant le meilleur sixième homme de la ligue derrière le joueur des Bulls de Chicago Toni Kukoč.
Sa première participation aux playoffs se solde par une défaite en cinq manches, trois à deux, face au Jazz de l'Utah au premier tour de la conférence Ouest. Ses statistiques lors de cette série sont de 23,6 points 10,2 rebonds, 1,8 passe en 35 minutes 4.
Sabonis retrouve la Lituanie lors des Jeux olympiques de 1996 d'Atlanta, sa troisième participation à un tournoi olympique. La Lituanie s'impose en double prolongation face à la Croatie sur le score de 83 à 81, Sabonis inscrivant 20 points et captant 14 rebonds. Les Lituaniens s'inclinent ensuite face à l'Argentine, 65 à 61 avec un double-double de Sabonis, 30 points et 11 rebonds, puis face aux États-Unis sur le score de 104 à 82, Sabonis étant limité à seulement douze minutes de temps de jeu pour préserver ses jambes. La Lituanie se qualifie pour les quarts de finale après deux victoires sur l'Angola puis la Chine. Elle s'impose 99 à 66 face à la Grèce pour affronter en demi-finale la Yougoslavie. Celle-ci remporte ce match sur le score de 66 à 58 : la Lituanie, qui mène 54 à 51 à 5 minutes 12, encaisse alors un 15 à 4, Sabonis inscrivant 14 points et captant 13 rebonds. Sabonis termine avec un nouveau double-double, 30 points et 13 rebonds, son sixième en huit matchs disputés, pour remporter la médaille de bronze face à l'Australie. Sabonis termine dans les dix premiers pour la moyenne de points, sixième avec 16,9 , premier des rebonds avec 10,1 en compagnie de José Rafael « Piculín » Ortiz Rijos , dix-huitième avec 3,3 passes et septième des interceptions avec 1,4. Ces statistiques le placent au deuxième rang des marqueurs, derrière Ortiz, premier rang des rebondeurs, des passeurs et premier rang des intercepteurs pour les pivots.

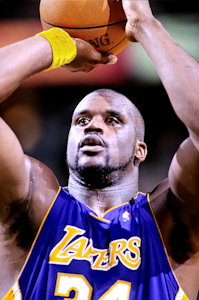
Shaquille O'Neal, principal rival de Sabonis dans la conférence Ouest.

Lors de sa deuxième saison avec Portland, il est le meilleur rebondeur, le meilleur rebondeur défensif et le meilleur contreur de son équipe avec 7,9 rebonds dont 6,3 défensifs et 1,2 contre. Il inscrit également 13,4 points et délivre 2,1 passe en un peu plus de 25 minutes. Il figure désormais dans le cinq majeur, débutant 68 des 69 rencontres qu'il dispute. Il est placé sur la liste des blessés sur une période de fin janvier à fin février pour un mollet gauche profondément meurtri. Portland, qui a recruté trois joueurs majeurs en début de saison, Rasheed Wallace, Isaiah Rider et Kenny Anderson, termine avec un bilan de 49 victoires et 33 défaites et une troisième place de la division Pacifique, et cinquième de la conférence. les Blazers s'inclinent pour la cinquième année consécutive au premier tour des playoffs, face aux Lakers de Los Angeles, franchise qui a signé Shaquille O'Neal en début de saison et où débute le rookie Kobe Bryant. Le premier match de cette série voit les Lakers s'imposer sur le score de 95 à 77. Sabonis, 18 points et 9 rebonds, ne peut empêcher Shaquille O'Neal d'inscrire 46 points, ce qui est alors son record en carrière pour un match de playoffs, et capter 11 rebonds. L'opposition entre les deux joueurs est également dominée par le joueur des Lakers lors de la rencontre suivante : 30 points et 6 rebonds, 5 passes et deux contre pour O'Neal, les statistiques de Sabonis étant de 4 points, 2 rebonds, 1 passe. Les Blazers, après deux défaites, remportent le match suivant sur le score de 98 à 90 avec une nouvelle domination de O'Neal, auteur d'un double-double alors que Sabonis n'inscrit aucun point, et ne capte que 5 rebonds. Sabonis réussit un double-double lors du quatrième match, 23 points et 10 rebonds, mais cela n'empêche pas les Lakers de remporter la série grâce à une victoire 95 à 91.
Portland est désormais dirigé par Mike Dunleavy Sr. lors de la saison 1997-1998. Durant cette saison, il réussit 36 double-doubles, dont deux double double-double - deux catégories statistiques à vingt unités ou plus. Il réussit 30 points ou plus à trois reprises. Avec 560 rebonds défensifs, il termine au sixième rang de la ligue pour cette catégorie statistique, sa moyenne de rebonds par match, 10,0 le plaçant neuvième de la ligue. Les Blazers terminent quatrième de la division Pacifique avec 46 victoires et 36 défaites. Les adversaires de Portland sont de nouveau les Lakers. L'opposition entre les deux pivots tourne de nouveau en faveur de O'Neal qui réussit respectivement 30 points et 7 rebonds, 19 points et 9 rebonds, 36 points et 16 rebonds et 31 points et 15 rebonds lors des quatre rencontres. Sabonis inscrit pour sa part 15, 6, 13 et 15 points et capte 9, 7, 8 et rebonds. Comme la saison précédente, les Lakers s'imposent trois à un, les Blazers devenant la première franchise à s'incliner pour la sixième fois consécutive au premier tour des playoffs.
Sabonis, alors agent libre, ou free agent, rejoint le club de Zalgiras Vilnius durant le lock-out précédant la saison 1998-1999. Après l'accord entre propriétaires et joueurs, il signe un nouveau contrat de deux ans avec les Blazers. Dans une saison réduite, cinquante matchs de saison régulière, les Blazers terminent en tête de la division Pacifique avec 35 victoires pour 15 défaites, troisième de la conférence. Ce bilan permet à Mike Dunleavy d'obtenir le trophée du NBA Coach of the Year. Dans un effectif où la marque est bien répartie, cinq joueurs avec 10 points ou plus - Isiah Rider avec 13,9 points, Rasheed Wallace avec 12,8, Damon Stoudamire avec 12,6, Arvydas Sabonis avec 12.1 et Brian Grant avec 11,5, Sabonis joue l'ensemble des matchs de cette saison régulière, pour des statistiques de 7,9 rebonds, 2,4 passes, 0,7 interception et 1,3 contre en 27 minutes. Portland s'impose au premier tour des playoffs sur un sweep, trois victoires à zéro, face aux Suns de Phoenix. Lors du tour suivant, la franchise de Portland est opposée au Jazz de l'Utah et remporte la série en six manches, avec deux double-doubles de Sabonis, 10 points et 14 rebonds puis 14 points et 15 rebonds lors des deuxième et quatrième match. En finale de conférence, les Blazers affrontent les Spurs de San Antonio. Cette franchise s'impose sur le score de quatre à zéro avant de remporter le premier titre NBA de son histoire. Sur l'ensemble des playoffs, les statistiques de Sabonis sont de 10,0 points, 8,8 rebonds et 2,2 passes en 30,2 minutes.
Avec l'arrivée de Scottie Pippen, Steve Smith et Detlef Schrempf, les Blazers se positionnent parmi les favoris au titre lors de la saison 1999-2000. Sabonis dispute 66 rencontres, manquant notamment une dizaine de rencontres en fin de saison pour une foulure au pied droit. Sur ces 66 rencontres, Sabonis inscrit dix points ou plus à 42 reprises et capte au moins dix rebonds lors de dix-neuf matchs, réalisant dix-sept double-doubles. Ses statistiques sont de 11,8 points, 7,8 rebonds, 1,8 passe, 0,7 interception et 1,2 contre. Les Blazers, avec un bilan de 59 victoires pour 23 défaites sont devancés dans la division Pacifique par les Lakers. Opposés aux Timberwolves du Minnesota, les Blazers s'imposent lors du premier tour sur le score de trois à un, puis quatre à un face au Jazz de l'Utah. L'affiche de la finale de conférence oppose ainsi les Blazers aux Lakers. Lors du premier match, Mike Dunleavy utilise une stratégie qui consiste à utiliser le Hack-a-Shaq et éloigner Shaquille O'Neal par la présence défensive de Sabonis, mais celle-ci échoue, : Shaquille O'Neal inscrit 41 points, dont 13 sur 27 aux lancers-francs, et capte 11 rebonds. Sabonis est pour sa part limité à un seul rebond et ne parvient pas à marquer le moindre point. Après avoir partagé les victoires sur le parquet du Staples Center de Los Angeles, les Lakers remportent la troisième manche sur le score de 93 à 91, Bryant réussit un contre à la dernière seconde sur Sabonis qui avait l'occasion d'égaliser. O'Neal termine cette rencontre avec 26 points et 12 rebonds, les statistiques de Sabonis étant de 11 points et 4 rebonds. Les Lakers s'imposent une nouvelle fois sur le parquet du Rose Garden, sur le score de 103 à 91, avec un nouveau double-double de O'Neal, Sabonis étant pour sa part limité à 14 points et 7 rebonds. La série se décide finalement sur un septième match décisif. Les Lakers, menés de quinze à l'entame du dernier quart temps, s'imposent sur le score 89 à 84 pour obtenir le droit de disputer les finales NBA face aux Pacers de l'Indiana.
Portland, qui a laissé partir Brian Grant dans un échange impliquant plusieurs équipes, Shawn Kemp arrivant chez les Blazers, débutent bien la saison, mais finit avec 8 victoires et 14 défaites pour un bilan de 50 victoires et 32 défaites, ce qui place la franchise en quatrième position de la division et à la septième place de la conférence. Cette fin de saison est difficile pour les Blazers : ils doivent se passer de Shawn Kemp qui doit suivre un programme de désintoxication. Une altercation entre Sabonis et Wallace oblige l'entraîneur à suspendre celui-ci pour la deuxième fois de la saison. Les Blazers s'inclinent par trois à zéro face aux Lakers, 106 à 93, 106 à 88 et 99 à 86. Les statistiques de Sabonis sur la série sont de 11,3 points, 8,3 rebonds, 2,7 passes, 0,3 interception et 2,3 contres.
La saison suivante, Sabonis décide de ne pas jouer en NBA pour privilégier sa famille. Alors qu'il avait dans un premier temps décidé de s'octroyer une année sans basket-ball, il termine finalement la saison avec son ancien club de Kaunas.
Il retrouve Portland pour la saison 2002-2003. Troisième de sa division, la franchise termine au sixième rang de la conférence Ouest. Au premier tour des playoffs, les Blazers sont opposés aux Mavericks de Dallas. Ceux-ci remportent la série en sept manches. Le temps de jeu de Sabonis est en baisse, passant de plus de 21 minutes en 2000-2001 à 15 minutes 5. Ses statistiques sont maintenant de 6,1 points, 4,3 rebonds et 1,8 passe, 0,8 interception et 0,6 contre. Lors des playoffs, ses moyennes sont de 10,0 points, 4,0 rebond et 0,8 passe.

### Retour en Lituanie
En août 2003, il annonce son intention de ne plus jouer en NBA, désirant privilégier sa vie familiale. Il retrouve son club du Zalgiris. Avec celui-ci, il dispute l'Euroligue. Le club obtient sa qualification pour le Top 16 en terminant la première phase avec un bilan de six victoires pour huit défaites. Durant cette première phase, Sabonis termine meilleur rebondeur, 10,3 prises, et meilleur contreur, 1,8, de la compétition. Lors de la phase suivante, le groupe est dominé par le Maccabi Tel-Aviv. Kaunas termine cette phase avec trois victoires et trois défaites, les statistiques de Sabonis étant alors 11,5 rebonds et 1,1 contre, respectivement troisième et cinquième de la phase. Il est également quatrième marqueur avec une moyenne de 18,17 points. Sur l'ensemble de la compétition, il termine deuxième des rebondeurs avec 10,72 et deuxième contreur avec 1,61 contre. Il termine premier au classement de l'évaluation avec un index rating de 26,28. Il est désigné meilleur joueur de la première journée du Top 16 mais surtout, il est désigné meilleur joueur de la phase régulière puis meilleur joueur du Top 16. Il est également élu dans le premier cinq de la compétition, cinq qui comprend également Šarūnas Jasikevičius, Marcus Brown, Dejan Bodiroga et Mirsad Türkcan. Sabonis remporte un dernier titre national avec le championnat de Lituanie.

### Carrière de dirigeant
Très attaché à son club, il devient président et copropriétaire du club. Il est impliqué dans un projet qu'il a créé en 1994, la Sabonis Basketball School, ouverte aux jeunes de sept à dix-huit ans et dont le cursus comprend également des cours de langue anglaise. Cette école a ainsi formé des joueurs comme Martynas Andriuškevičius, Jonas Mačiulis, Paulius Jankūnas.
En 2011, il est élu à la présidence de la fédération lituanienne de basket-ball,, prenant la succession de Vladas Garastas qui était son entraîneur lorsqu'il évoluait avec Kaunas au début de sa carrière. Sabonis quitte la présidence de la fédération en 2021 après deux mandats de cinq ans ; Vydas Gedvilas lui succède.

### Vie personnelle
Arvydas Sabonis est le fils de Andreus Sabonis, qui occupait la profession de tailleur, et Milda, une comptable. Il est marié à Ingrida Mikelionytė, vainqueure d'un concours de beauté en Lituanie. Le couple a quatre enfants. Deux de ses fils, Domantas et Tautvydas, pratiquent le basket-ball.
Le 27 septembre 2011, lors d'un match de basket-ball à Kaunas, Sabonis est victime d'une crise cardiaque qui entraîne son hospitalisation. Il sort de l'hôpital peu avant d'être élu président de la fédération.

## Palmarès, records et récompenses

### Palmarès
Avec l'équipe d'URSS, Arvydas Sabonis remporte les trois principales compétitions qu'une sélection européenne puisse remporter : les jeux olympiques de 1988, le championnat du monde 1982 et le championnat d'Europe 1985. Avec cette sélection, il remporte également la médaille d'argent lors du championnat du monde 1986 et deux médailles de bronze lors des championnats d'Europe 1983 et 1989.
À partir de l'indépendance de la Lituanie, il évolue avec cette sélection. Il remporte le bronze lors des jeux olympiques 1992 à Barcelone et 1996 à Atlanta. Il remporte également une médaille d'argent avec la Lituanie lors du championnat d'Europe 1995. Il dispute une autre édition du championnat d'Europe, en 1999, édition où la Lituanie termine à la cinquième place.
Sabonis évolue dans quatre clubs durant sa carrière. Il remporte trois titres de champion d'URSS avec le Žalgiris Kaunas, en 1985, 1986 et 1987. Avec ce club, il dispute deux finales européennes, la Coupe des Coupes en 1985 puis la Coupe des clubs champions l'année suivante. Lors de cette même année 1986, Kaunas remporte la Coupe intercontinentale aux dépens du club argentin Ferro Carril Oeste. Après trois saisons avec le club espagnol de Forum Valladolid, il rejoint un grand nom du basket-ball européen, le Real Madrid, club avec lequel il remporte deux fois la Liga ACB, en 1993 et 1994, et la Coupe du Roi en 1993. Il dispute deux Final Four de la Ligue des champions de basket-ball, terminant quatrième lors de l'édition de 1993. Il remporte finalement le titre le plus important en Europe dans une compétition de clubs en remportant l'édition de 1995, face au club grec de l'Olympiakós. Durant sa carrière en NBA avec les Trail Blazers de Portland, il remporte la division Pacifique en 1999, année où le club atteint la finale de conférence Ouest. De retour en Lituanie après sa carrière en NBA, il remporte la Ligue lituanienne en 2004.

### Distinctions
Sa carrière est honorée par de nombreuses récompenses. En 2008, dans le cadre des festivités célébrant le cinquantième anniversaire de la Coupe d'Europe des clubs champions de basket-ball, il figure parmi les 50 meilleurs contributeurs de l'Euroligue, liste qui comprend 35 joueurs, 10 entraîneurs et 5 arbitres. Il figure parmi les dix-sept membres du FIBA Hall of Fame nommés en 2010,. Ceux-ci, parmi figurent Vlade Divac, Dragan Kicanović, Oscar Schmidt et Dino Meneghin et deux joueuses Cheryl Miller, Natalia Zassoulskaya sont introduits le jour de la finale du championnat du monde 2010 disputés en Turquie. En avril de l'année suivante, il est élu pour le Basketball Hall of Fame dans le cadre de la promotion 2011, promotion qui comprend également Dennis Rodman, Chris Mullin, Artis Gilmore, Tex Winter et Teresa Edwards. Cette élection est effective à partir du mois d'août de la même année.
Sabonis est désigné meilleur joueur européen, Euroscar Award, par le journal italien La Gazzetta dello Sport en 1984,1985, 1988, 1995, 1997 et 1999. Le magazine Superbasket le désigne également meilleur joueur européen, Mr. Europa en 1985 et 1997.
En Liga ACB, il est de nombreuses fois désigné meilleur joueur de la semaine : lors des semaines 1, 6, 19, 24 de la saison 1991-1992 où il évolue avec Valladolid, saison où il est également désigné meilleur joueur du mois de septembre. En 1992-1993, alors qu'il joue désormais pour le Real Madrid, il est désigné meilleur joueur des semaines 2, 20, 21 et meilleur joueur du mois de septembre. La saison suivante, toujours avec le Real, il est désigné à deux reprises meilleur joueur du mois, en décembre et février, et meilleur joueur de la semaine à deux reprises. Il est également désigné meilleur joueur de la saison puis meilleur joueur de la finale. Lors de sa dernière saison en Espagne, en 1994-1995, il termine meilleur de la semaine à dix reprises, et meilleur joueur des mois d'octobre, novembre, mars. Il est de nouveau désigné meilleur joueur de la saison.
En NBA, il est honoré lors de sa première saison dans la ligue par un titre de débutant de la ligue pour le mois d'avril, terminant deuxième des votes désignant le rookie de l'année. il est par ailleurs désigné dans le premier cinq des débutants. Durant cette même saison, il est désigné meilleur joueur de la ligue lors d'une semaine de mars.

## Style de jeu
Malgré ses 2,20 m, Sabonis présente des qualités techniques qui ne sont pas communes pour un tel gabarit. Très adroit au tir à 3 points, c'est également un excellent passeur.
Selon Dino Rađa, grand joueur yougoslave puis croate des années 1990, Arvydas Sabonis est un joueur qui sans ses blessures serait devenu meilleur que David Robinson, joueur que Sabonis rencontre avec l'URSS au championnat du monde 1986 puis jeux olympiques 1988. Bobby Knight, qui le découvre lors d'une tournée de l'équipe soviétique en 1982, estime alors qu'il est meilleur que Bill Walton. Celui-ci, qui présente Sabonis lors de l'intronisation de ce dernier au Basketball Hall of Fame, déclare qu'il a « les fondamentaux de Larry Bird et Pete Maravich. Il a les qualités athlétiques de Kareem, et il peut shooter à trois points »,. Avec Bill Walton, il est considéré comme l'un des meilleurs pivots passeur de l'histoire, même si cela ne se traduit pas par ses statistiques, Sabonis jouant seulement en moyenne 24 minutes par matchs en NBA pour se préserver des blessures. Ainsi lors d'un match de qualification au championnat d'Europe 1995 avec la Lituanie, il réussit 11 passes contre la Lettonie, ajoutant également 21 points et 22 rebonds en seulement 33 minutes.
Avant sa blessure au talon d'Achille, c'est un joueur agile, capable de dribbler dans le dos, de dunker d'une main sur un Alley-oop, de pouvoir offrir des passes à ses coéquipiers. Après sa blessure, son intelligence et connaissance du jeu font de lui un excellent rebondeur, terminant plusieurs fois meilleur rebondeur en Liga ACB et terminant à quatre reprises dans le Top 10 des pourcentages de rebonds, statistiques qui estime le pourcentage de rebond d'un joueur lorsque celui-ci est sur le parquet. C'est également un excellent tireur à trois points, exercice qu'il pratique volontiers, 0,9 tirs par match durant sa carrière NBA avec un pourcentage de réussite de 32,8 %.

## Statistiques

### Statistique en ACB
Sabonis établit le record de rebond défensif sur une rencontre avec 24, performance qu'il réalise à deux reprises, lors des 18e et 36e journées du championnat. Lors de cette dernière journée, il établit également le record de l'évaluation avec 66, celle-ci étant due à des performances de 32 points, 27 rebonds, 3 passes, 5 interceptions.
| Saison    | Club | Matchs | Matchs | Min. | Points | Points | 2 pts | 2 pts | 2 pts | 3 pts | 3 pts | 3 pts | LF  | LF  | LF   | Rebonds | Rebonds | Rebonds | Pd  | Int | C   | Bp  | FP  |
| Saison    | Club | MJ     | Tit    | Min. | Pts    | PPM    | R     | T     | %     | R     | T     | %     | R   | T   | %    | Rd      | Ro      | R       | Pd  | Int | C   | Bp  | FP  |
| --------- | ---- | ------ | ------ | ---- | ------ | ------ | ----- | ----- | ----- | ----- | ----- | ----- | --- | --- | ---- | ------- | ------- | ------- | --- | --- | --- | --- | --- |
| 1989-1990 | VAL  | 35     | 31     | 33,3 | 815    | 23,3   | 8,6   | 16,6  | 52 %  | 0,8   | 1,9   | 41 %  | 3,8 | 5,4 | 71 % | 10,3    | 3,1     | 13,5    | 1,9 | 1,0 | 3,6 | 3,1 | 3,7 |
| 1990-1991 | VAL  | 32     | 26     | 31,4 | 590    | 18,4   | 7,0   | 12,9  | 54 %  | 0,4   | 1,5   | 29 %  | 3,2 | 4,5 | 71 % | 7,9     | 2,6     | 10,5    | 1,9 | 0,9 | 2,1 | 2,4 | 3,5 |
| 1991-1992 | VAL  | 32     | 32     | 32,2 | 696    | 21,8   | 7,7   | 14,0  | 55 %  | 0,7   | 1,6   | 41 %  | 4,3 | 5,8 | 75 % | 10,3    | 3,0     | 13,3    | 2,3 | 1,2 | 2,2 | 3,0 | 3,3 |
| 1992-1993 | MAD  | 30     | 30     | 31,9 | 514    | 17,1   | 6,1   | 10,6  | 57 %  | 0,7   | 1,4   | 49 %  | 2,9 | 3,9 | 74 % | 9,2     | 2,3     | 11,5    | 1,3 | 1,2 | 2,0 | 2,3 | 2,9 |
| 1993-1994 | MAD  | 27     | 27     | 31,7 | 478    | 17,7   | 6,1   | 9,4   | 65 %  | 0,6   | 1,3   | 42 %  | 3,7 | 4,7 | 80 % | 8,9     | 2,4     | 11,2    | 2,0 | 1,6 | 1,9 | 2,1 | 2,9 |
| 1994-1995 | MAD  | 34     | 34     | 34,9 | 778    | 22,9   | 8,1   | 12,9  | 63 %  | 0,7   | 2,2   | 34 %  | 4,5 | 5,8 | 78 % | 10,5    | 2,7     | 13,2    | 2,4 | 1,6 | 2,6 | 2,6 | 3,0 |

| Saison    | Club | Matchs | Matchs | Min. | Points | Points | 2 pts | 2 pts | 2 pts | 3 pts | 3 pts | 3 pts | LF  | LF  | LF   | Rebonds | Rebonds | Rebonds | Pd  | Int | C   | Bp  | FP  |
| Saison    | Club | MJ     | Tit    | Min. | Pts    | PPM    | R     | T     | %     | R     | T     | %     | R   | T   | %    | Rd      | Ro      | R       | Pd  | Int | C   | Bp  | FP  |
| --------- | ---- | ------ | ------ | ---- | ------ | ------ | ----- | ----- | ----- | ----- | ----- | ----- | --- | --- | ---- | ------- | ------- | ------- | --- | --- | --- | --- | --- |
| 1989-1990 | VAL  | 2      | 0      | 33   | 47     | 23,5   | 14,5  | 9     | 62 %  | 2     | 0,5   | 25 %  | 9   | 4   | 44 % | 11,0    | 3,5     | 14,5    | 0,5 | 1,5 | 1,5 | 0,0 | 4   |
| 1990-1991 | VAL  | 5      | 5      | 35,2 | 134    | 26,8   | 18    | 10,2  | 57 %  | 0,6   | 0     | 0%    | 8,2 | 6,4 | 78 % | 10,0    | 3,6     | 13,6    | 1,8 | 0,4 | 0,6 | 3,0 | 4   |
| 1991-1992 | VAL  | 4      | 4      | 39   | 74     | 18,5   | 12,2  | 6,2   | 51 %  | 2     | 0,7   | 38 %  | 5,7 | 3,7 | 65 % | 12,2    | 2,2     | 14,5    | 3,5 | 0,5 | 1,0 | 2,2 | 2,5 |
| 1992-1993 | MAD  | 14     | 14     | 35,9 | 253    | 18,1   | 11,9  | 6,6   | 55 %  | 1,4   | 0,5   | 35 %  | 4,4 | 3,4 | 79 % | 9,4     | 4,3     | 13,7    | 1,4 | 1,1 | 1,6 | 2,3 | 2,4 |
| 1993-1994 | MAD  | 12     | 12     | 34,2 | 196    | 16,3   | 10,2  | 5,8   | 57 %  | 1,5   | 0,6   | 39 %  | 4   | 2,9 | 73 % | 10,2    | 2,3     | 12,5    | 2,5 | 0,8 | 2,3 | 2,3 | 2,7 |
| 1994-1995 | MAD  | 8      | 8      | 32,5 | 185    | 23,5   | 12,2  | 8     | 65 %  | 3,2   | 1     | 31 %  | 6,1 | 4,1 | 67 % | 8,0     | 1,8     | 9,8     | 2,4 | 1,4 | 1,1 | 3,4 | 3,3 |

### Statistiques en NBA
Il inscrit 30 points ou plus à cinq reprises, son record étant de 33 points. Son record pour le nombre de rebond est de vingt prises, performance réalisée à deux reprises. Pour la statistique de la passe décisive, son meilleur résultat est de neuf. Il réussit également deux fois six contres, et deux fois cinq interceptions. Ses records en playoffs sont vingt-sept points, quinze rebonds, huit passes, quatre contres et trois interceptions. Il compte 106 double-doubles en carrière dont deux avec vingt points et vingt rebonds, 28 points et 20 rebonds contre Minnesota en mars 1998 et 21 points et 20 rebonds contre les Bulls de Chicago en février de la même année. En février 1999, il est proche d'un triple double en réalisant 16 points, 10 rebonds et 9 passes contre Dallas.
Avant le début de la saison 2012-2013, il figure encore dans le Top 10 de trois catégories statistiques pour un joueur des Blazers de Portland : il est sixième avec 2 702 rebonds défensifs, septième pour le total de rebond avec 3 436 et huitième des contres avec 494.
| Saison    | Club | Matchs | Matchs | Min. | Points | Points | 2 pts | 2 pts | 2 pts   | 3 pts | 3 pts | 3 pts  | LF  | LF  | LF     | Rebonds | Rebonds | Rebonds | Pd  | Int | C   | Bp  | FP  |
| Saison    | Club | MJ     | Tit    | Min. | Pts    | PPM    | R     | T     | %       | R     | T     | %      | R   | T   | %      | Rd      | Ro      | R       | Pd  | Int | C   | Bp  | FP  |
| --------- | ---- | ------ | ------ | ---- | ------ | ------ | ----- | ----- | ------- | ----- | ----- | ------ | --- | --- | ------ | ------- | ------- | ------- | --- | --- | --- | --- | --- |
| 1995-1996 | POR  | 73     | 21     | 23,8 | 1058   | 14,5   | 5,4   | 9,9   | 54,5 %  | 0,5   | 1,4   | 37,5 % | 3,2 | 4,2 | 75,7 % | 2,0     | 6,0     | 8,1     | 1,8 | 0,9 | 1,1 | 2,1 | 2,9 |
| 1996-1997 | POR  | 69     | 68     | 25,5 | 928    | 13,4   | 4,8   | 9,5   | 49,8 %  | 0,7   | 1,9   | 37,1 % | 3,2 | 4,2 | 77,7 % | 1,7     | 6,3     | 7,9     | 2,1 | 0,9 | 1,2 | 2,2 | 2,9 |
| 1997-1998 | POR  | 73     | 73     | 32,0 | 1167   | 16,0   | 5,6   | 11,3  | 49,3 %  | 0,4   | 1,6   | 26,1 % | 4,4 | 5,5 | 79,8 % | 2,0     | 7,9     | 10,0    | 3,0 | 0,9 | 1,1 | 2,6 | 3,0 |
| 1998-1999 | POR  | 50     | 48     | 27,0 | 606    | 12,1   | 4,6   | 9,6   | 48,5 %  | 0,1   | 0,5   | 29,2 % | 2,7 | 3,5 | 77,1 % | 1,8     | 6,1     | 7,9     | 2,4 | 0,7 | 1,3 | 1,7 | 2,9 |
| 1999-2000 | POR  | 66     | 61     | 25,6 | 778    | 11,8   | 4,6   | 9,1   | 50,5 %  | 0,1   | 0,3   | 36,8 % | 2,5 | 3,0 | 84,3 % | 1,5     | 6,3     | 7,8     | 1,8 | 0,7 | 1,2 | 1,5 | 2,8 |
| 2000-2001 | POR  | 61     | 42     | 21,3 | 616    | 10,1   | 4,0   | 8,5   | 47,9 %  | 0,0   | 0,2   | 6,7 %  | 2,0 | 2,6 | 77,6 % | 0,8     | 4,6     | 5,4     | 1,5 | 0,7 | 1,0 | 1,4 | 2,2 |
| 2002-2003 | POR  | 78     | 1      | 15,5 | 476    | 6,1    | 2,2   | 4,6   | 47,6 %  | 0,0   | 0,1   | 50,0 % | 1,7 | 2,1 | 78,7 % | 1,1     | 3,2     | 4,3     | 1,8 | 0,8 | 0,6 | 1,0 | 1,8 |
| Carrière  |      | 470    | 314    | 24,2 | 5629   | 12,0   | 4,4   | 8,9   | .50,0 % | 0,3   | 0,9   | 32,8 % | 2,8 | 3,6 | 78,6 % | 1,6     | 5,7     | 7,3     | 2,1 | 0,8 | 1,1 | 1,8 | 2,7 |

| Saison    | Club | Matchs | Matchs | Min. | Points | Points | 2 pts | 2 pts | 2 pts  | 3 pts | 3 pts | 3 pts  | LF  | LF   | LF     | Rebonds | Rebonds | Rebonds | Pd  | Int | C   | Bp  | FP  |
| Saison    | Club | MJ     | Tit    | Min. | Pts    | PPM    | R     | T     | %      | R     | T     | %      | R   | T    | %      | Rd      | Ro      | R       | Pd  | Int | C   | Bp  | FP  |
| --------- | ---- | ------ | ------ | ---- | ------ | ------ | ----- | ----- | ------ | ----- | ----- | ------ | --- | ---- | ------ | ------- | ------- | ------- | --- | --- | --- | --- | --- |
| 1995-1996 | POR  | 5      |        | 35,4 | 118    | 23,6   | 7,0   | 16,2  | 43,2 % | 1,0   | 1,8   | 55,6 % | 8,6 | 12,0 | 71,7 % |         | 2,4     | 10,2    | 1,8 | 0,8 | 2,0 | 0,6 | 3,4 |
| 1996-1997 | POR  | 4      |        | 27   | 45     | 11,3   | 4,5   | 10,5  | 42,9 % | 0,5   | 2,0   | 25 %   | 1,8 | 2,0  | 87,5 % |         | 2,0     | 6,5     | 2,3 | 0,8 | 2,2 | 0,8 | 4,8 |
| 1997-1998 | POR  | 4      |        | 26,8 | 49     | 12,3   | 4,5   | 10,0  | 45 %   | 0,2   | 0,5   | 50 %   | 3,0 | 3,5  | 85,7 % |         | 1,8     | 7,8     | 1,5 | 1,8 | 2,5 | 0,8 | 4,8 |
| 1998-1999 | POR  | 13     |        | 30,2 | 130    | 10     | 3,5   | 8,7   | 39,8 % | 0,1   | 0,4   | 20 %   | 3,0 | 3,3  | 90,7 % |         | 0,9     | 8,8     | 2,2 | 1,2 | 1,5 | 1,2 | 2,7 |
| 1999-2000 | POR  | 16     |        | 30,8 | 181    | 11,3   | 4,2   | 9,4   | 45,3 % | 0,4   | 0,1   | 28,6 % | 2,4 | 3,1  | 79,6 % |         | 1,2     | 6,7     | 1,9 | 0,9 | 1,6 | 0,8 | 3,7 |
| 2000-2001 | POR  | 3      |        | 34,7 | 34     | 11,3   | 4,7   | 9,7   | 48,3 % | 0,0   | 0,7   | 0 %    | 2,0 | 2,7  | 75 %   |         | 2,7     | 8,3     | 2,7 | 0,3 | 0,7 | 2,3 | 4,0 |
| 2002-2003 | POR  | 6      |        | 14,3 | 60     | 10     | 4,0   | 6,0   | 66,7 % | 0,0   | 0,0   | 0 %    | 2,0 | 2,5  | 80 %   |         | 1,0     | 4,0     | 0,8 | 0,7 | 1,0 | 0,7 | 2,3 |
| Carrière  |      | 51     |        | 28,8 | 617    | 12,1   | 4,4   | 9,6   | 45,2 % | 0,3   | 0,9   | 31,9 % | 3,1 | 3,9  | 80,2 % |         | 1,4     | 7,4     | 1,9 | 0,9 | 1,6 | 0,9 | 3,4 |

## Honneur
L'astéroïde troyen de Jupiter (545564) Sabonis porte son nom.